# Museo del fallimento
Il Museo del fallimento (Museum of Failure) è un museo itinerante dedicato a prodotti e servizi aziendali fallimentari.

## Storia
Il museo venne lanciato nel 2017 a Helsingborg e Los Angeles, dallo psicologo statunitense Samuel West con il contributo finanziario di Vinnova, l'Autorità svedese per l'innovazione. West affermò di aver ideato il museo dopo aver visitato, nel 2016, il Museo delle relazioni interrotte di Zagabria e in quanto era "stufo di leggere solo storie di successo nei giornali". Stando alle sue parole, l'obiettivo del suo museo è quello di «aiutare le persone a capire che il fallimento è necessario. Sempre. Non c'è innovazione senza rischio. Dobbiamo accettarlo come un elemento inseparabile dal successo». Dopo il suo lancio, molte riviste parlarono della galleria. Dapprima statico, il Museo del fallimento divenne itinerante (l'esposizione di Helsingborg venne infatti chiusa nel 2018).